# 陳文浩 (嘉靖進士)
陳文浩（1487年—1546年），字子川，號孤峯、横山，福建省福州府閩縣人，民籍，治《易經》。

## 生平
四月十二日生，行三。由縣學生中式嘉靖元年（1522年）壬午福建鄉試第四十二名舉人，年四十六歲中式嘉靖十一年（1532年）壬辰科會試第二百九十七名，第三甲第一百一十一名進士。觀都察院政，授句容知县，歷陞南戶部主事、工部郎中。

## 家族
曾祖陳檜；祖陳秉；父陳鑛；前母吳氏；鄭氏。永感下，妻戴氏，兄文淵。侄子夢蘭（姪子）；夢橋（姪子）。